# 下麦地乡
下麦地乡，是中华人民共和国四川省凉山彝族自治州木里藏族自治县曾经下辖的一个乡。2020年6月，撤销下麦地乡，原下麦地乡上麦地村、棉布村所属行政区域为列瓦镇行政区域，将下麦地乡中村村所属行政区域划归后所乡管辖。

## 行政区划
下麦地乡撤销前下辖以下地区：
上麦地村、棉布村和中村。